# Tảo lục lam
Tảo lục lam là một nhóm nhỏ bao gồm các vi tảo. Cùng với tảo đỏ (Rhodophyta) và tảo lục cộng với thực vật đất liền (Viridiplantae hay Chloroplastida), chúng tạo thành Archaeplastida. Tuy nhiên, các mối quan hệ giữa tảo đỏ, tảo lục và glaucophyta phần lớn là chưa rõ ràng, do sự nghiên cứu hạn chế về các loài glaucophyta.
Glaucophyta là đối tượng đang được các nhà sinh học nghiên cứu về lục lạp, vì một số nghiên cứu cho rằng chúng có thể tương tự như các loại tảo nguyên thủy đã phát sinh ra tảo đỏ và tảo lục.